# Кронблок

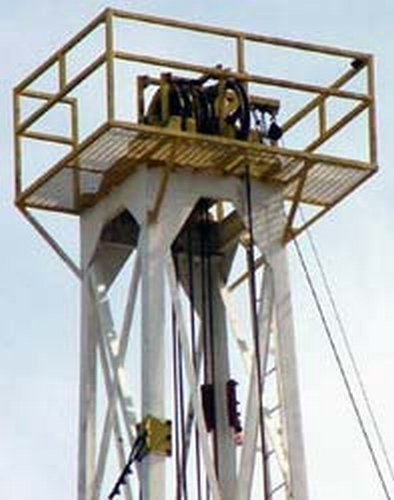
Рис. 1. Кронблок. Зовнішній вигляд.

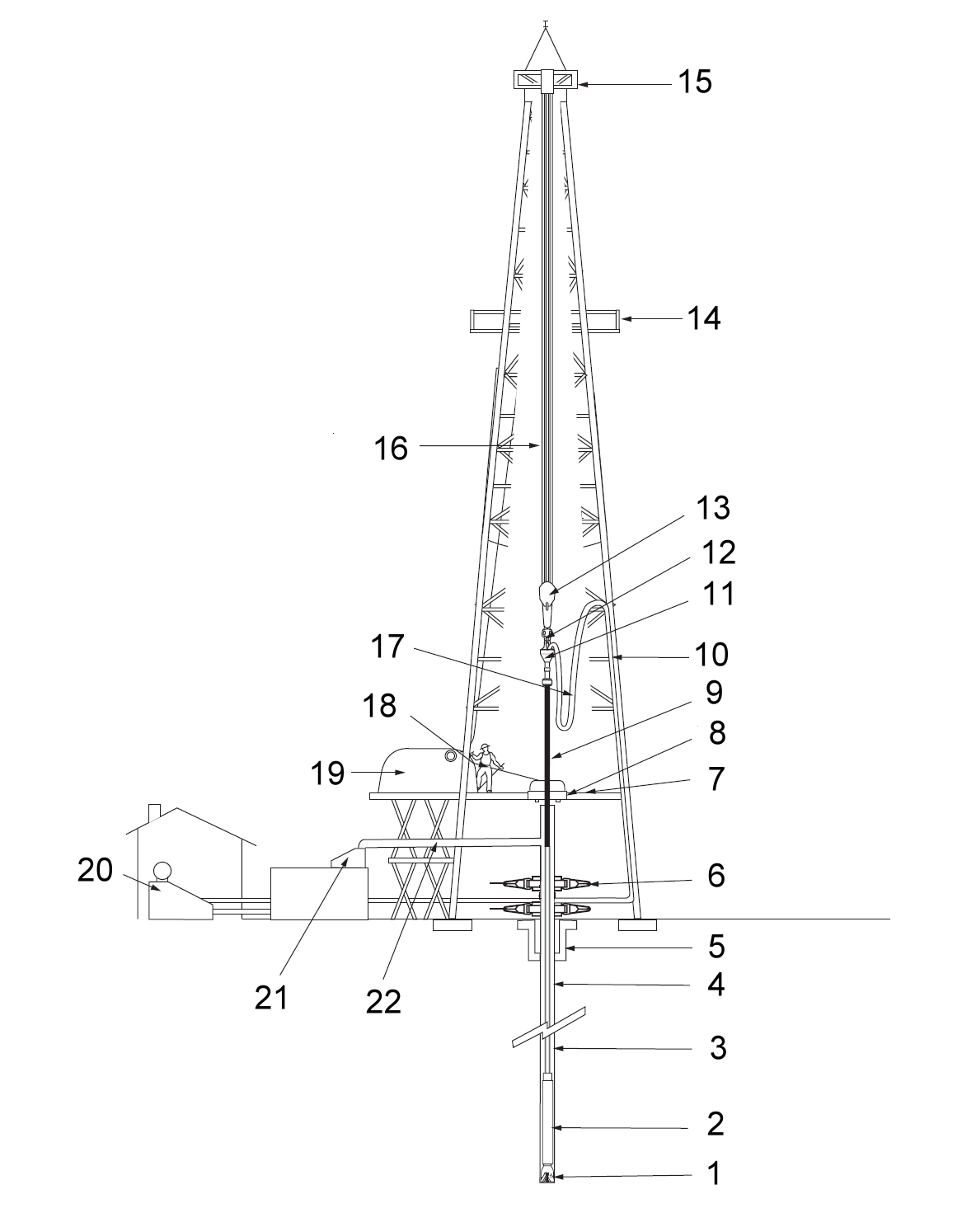
Рис. 2. Загальна схема бурової установки: 1 — бурове долото; 2 — обважнені бурильні труби; 3 — бурильні труби; 4 — кондуктор; 5 — гирлова шахта; 6 — противикидні пристрої; 7 — підлога бурової установки; 8 — буровий ротор; 9 — провідна бурильна труба; 10 — буровий стояк; 11 — вертлюг; 12 — гак; 13 — талевий блок; 14 — балкон робітника; 15 — кронблок; 16 — талевий канат; 17 — шланг провідної бурильної труби; 18 — індикатор навантаження на долото; 19 — бурова лебідка; 20 — буровий насос; 21 — вібраційне сито для бурового розчину; 22 — викидна лінія бурового розчину.

Рис. 3. Конструктивні схеми крон блоків: а, б, в — співвісне розміщення шківів; г, д — не співвісне розміщення шківів

Рис. 4. Кронблок:1 — зварна рама; 2, 5 — роз'ємні опори; 3 — підвісний блок; 4, 7 — секції шківів;
6 — дюбелі

Рис. 5. Секція крон блока: 1 — вісь; 2 — підшипник кочення; 3 — розрізне пружинне кільце; 4 — шків; 5 — розпірне кільце; 6, 8 — радіальні і поздовжні отвори в осі шківа; 7 — розпірне кільце; 9 — фланцева кришка; 10 — гвинт; 11 — маслянка; 12 — гайка

Кронбло́к (рос. кронблок; англ. crown block; нім. Turmseilrolle f, Turmrollenblock m, Turmrollenlager n, Kronenblock m) —
- Нерухома частина талевої системи, зокрема поліспасту, що кріпиться у верхній частині підйомної вежі.
- Система нерухомих роликів, яка розміщається на верхній частині вишки або щогли.

Кронблок є нерухомою частиною талевої системи. На осі кронблока посаджені шківи, які обертаються на нерухомих осях на роликових підшипниках. Кронблок встановлюють на наголовнику бурових вишок. Конструкції кронблоків залежать від типу вишок, які використовуються, і відрізняються за числом шківів, вантажопідйомністю та конструктивною схемою.

## Загальний опис
Кронблоки встановлюють на наголовнику бурових вишок. Вони є нерухомою частиною талевого механізму. Конструкції кронблоків залежать від типу вишок, які використовуються, і відрізняються за числом шківів, вантажопідйомністю та конструктивною схемою.
Шківи кронблока обертаються на нерухомих осях, які розміщені співвісно або неспіввісно (рис. 3). При неспіввісній схемі вісь шківа, що використовується для неходової струни талевого каната, розміщена перпендикулярно до осей інших шківів. Неспіввісне розміщення шківів обумовлено схемою оснастки талевого механізму, яка забезпечує можливість переміщення талевого блока уздовж свічок при застосуванні комплексу АСП для механізованої розстановки свічок. Число шківів і вантажопідйомність кронблоків вибирають в залежності від допустимого навантаження на гаку.
На рис. 4. приведена типова конструкція кронблока із співвісним розміщенням шківів. На зварній рамі 1 в роз'ємних опорах 2 і 5 установлені дві секції 4 і 7 шківів. Рама зварена з поздовжніх і поперечних балок, виготовлених з прокату високої якості. Осі в опорах закріплені від прокручування дюбелями 6. Підвісний блок 3 використовується для допоміжних робіт.
Кожна секція (рис. 5) складається з осі 1, на якій встановлені шківи 4, що обертаються на підшипниках кочення 2. В залежності від вантажопідйомності кронблока шківи встановлюють на двох роликових або здвоєних підшипниках з конічними роликами. Між підшипниками сусідніх шківів на осі є розпірні кільця 7, завдяки яким виключається тертя маточин суміжних шківів, що обертаються з різною частотою. Між зовнішніми кільцями роликопідшипників у маточинах шківів встановлюються розрізні пружинні кільця 3, а на осі — розпірні кільця 5 з проточкою і отворами для подачі мастила до підшипників. Через маслянки 11, поздовжні 8 і радіальні 6 отвори в осі мастило подається ручним насосом в порожнину між кільцями 3 та 5 підшипників шківа.
Для збереження мастила та захисту підшипників від забруднення використовуються фланцеві кришки 9, закріплені на маточинах шківів. В деяких конструкціях для цього використовуються лабіринтові ущільнення, що складаються з кілець, запресованих у маточину, які входять в кільцевий паз маточини сусіднього шківа. Осьові зазори підшипників регулюються гайкою 12, яку утримує від відкручування гвинт 10 або стопорна шайба.
Шківи та підшипники кронблоків зношуються нерівномірно. Найбільшому зношенню піддаються підшипники і канавки шківа, які огинаються ходовою струною талевого каната, і сусідніх з ним шківів, що швидко обертаються. Секційне розташування шківів дозволяє забезпечити їх рівномірне зношування шляхом повороту кожної секції на 1800 або їх перестановки, якщо число шківів у секціях однакове. Завдяки цьому збільшується термін служби кронблока.
Секції шківів закриваються кожухами. Для запобігання вискакування каната з канавки шківа зазор між шківами і кожухом не повинен перевищувати 0,15 діаметра каната.